# Morgan Schneiderlin
Morgan Schneiderlin (* 8. November 1989 in Zellwiller) ist ein französischer Fußballspieler. Er steht aktuell bei Konyaspor unter Vertrag.

## Karriere

### Frühe Jugend
Schneiderlin begann als Kind, mit den Schulkameraden auf dem Platz des heimischen SR Zellwiller, den sein Großvater gegründet hatte, Fußball zu spielen. Er war ehrgeizig, und nachdem ihn seine Familie im Alter von fünf Jahren bei einem Scouting des regionalen Vereins Racing Straßburg vorgestellt hatte, wurde Morgan auf Anhieb in dessen Nachwuchsabteilung aufgenommen. Mit der U-19-Mannschaft gewann er im Jahr 2006 die Coupe Gambardella, den französischen A-Jugend-Pokal.

### Verein
Im selben Jahr erhielt er als bis dahin jüngster Spieler von Racing einen Profivertrag. Sein Profidebüt gab er am 27. Oktober 2006 bei einem 2:0-Sieg gegen den FC Gueugnon in der Ligue 2. Am Ende der Saison stieg Racing in die Ligue 1 auf. Dort gute Schneiderlin im Verlauf der Saison 2007/08 drei Einsätze. Am Saisonende stieg der Club wieder ab.
Der englische Zweitligist FC Southampton sicherte sich die Dienste des Talents im Sommer 2008 und bezahlte dafür eine Ablöse, die auf bis zu £1,2 Mio. ansteigen kann. Bei Southampton etablierte sich der defensiv orientierte Mittelfeldakteur umgehend und bestach mit seiner abgeklärten Spielweise, konnte den Abstieg des Klubs, der einen Zehn-Punkt-Abzug hinnehmen musste, in die Football League One aber nicht verhindern. In der dritthöchsten englischen Spielklasse bildete Schneiderlin in der Folge mit Dean Hammond die Mittelfeldzentrale der Saints. Die Play-off-Plätze und damit die Möglichkeit zum direkten Wiederaufstieg wurden aufgrund des immer noch bestehenden Zehn-Punkte-Abzug aber nicht erreicht. Wegen einer Verletzung verpasste Schneiderlin auch das Finale der Football League Trophy 2010 im Wembley-Stadion gegen Carlisle United, das Southampton mit 4:1 gewann. Der Wiederaufstieg gelang schließlich als Vizemeister in der Spielzeit 2010/11, Schneiderlin fehlte dabei während der Rückrunde oftmals verletzungsbedingt. 2012 stieg er mit dem Team in die Premier League auf. Dort blieb er ein wichtiger Bestandteil der Mannschaft, der es gelang, sich ab der Saison 2013/14 stetig in der oberen Tabellenhälfte zu etablieren und im Jahr darauf zu einem ernsthaften Anwärter auf die Champions-League-Plätze zu entwickeln.
Zur Saison 2015/16 wechselte Schneiderlin zu Manchester United. Er erhielt beim englischen Rekordmeister einen Vierjahresvertrag bis zum 30. Juni 2019 mit einer Option auf ein weiteres Jahr. Im Januar 2017 wechselte Schneiderlin zum FC Everton
Nach 12 Jahren in England wechselte Schneiderlin im Alter von 30 Jahren zu OGC Nizza. Anfang 2023 wurde der Spieler bis Saisonende nach Australien zu Western Sydney Wanderers ausgeliehen.

### Nationalmannschaft

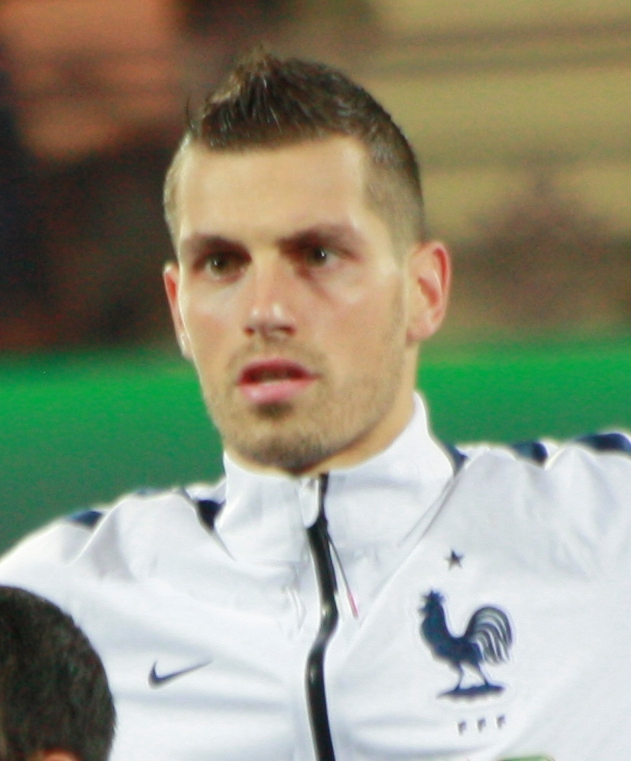
Schneiderlin für Frankreich vor dem Spiel gegen Armenien 2014

Schneiderlin gehörte seit der U-16 regelmäßig zum Aufgebot französischer Juniorenauswahlen und gewann mit der U-16 das Turnier von Val-de-Marne 2004 und das Turnier von Montaigu 2005. Mit der U-17 war er 2006 beim Algarve-Cup erfolgreich. Mit der U-20 nahm er 2009 als Kapitän an den Mittelmeerspielen teil, nach Niederlagen gegen Spanien und Libyen wurde mit dem vierten Abschlussrang eine Medaille knapp verpasst. Im folgenden Jahr gehörte er beim Turnier von Toulon zum Aufgebot, als die französische Elf den dritten Rang belegte.
Seinen ersten von drei Einsätzen für die U-21 Frankreichs hatte Schneiderlin am 7. September 2010, als er gegen Malta beim Qualifikationsspiel zur U-21-Fußball-Europameisterschaft 2011 in der Anfangself stand.
Am 6. Juni 2014 wurde Schneiderlin trotz fehlender Länderspielerfahrung von Didier Deschamps für den verletzten Clément Grenier in den Kader der A-Nationalmannschaft Frankreichs zur WM 2014 nachnominiert. Nur zwei Tage später debütierte er wenige Minuten lang im letzten Testspiel der Bleus gegen Jamaika. Bei der WM-Endrunde absolvierte er als Vertretung des gesperrten Yohan Cabaye das dritte Gruppenspiel gegen Ecuador (0:0) über die gesamte Distanz, wobei dies jedoch sein einziger Einsatz im Turnier blieb.
Bei der Fußball-Europameisterschaft 2016 im eigenen Land wurde er in das französische Aufgebot aufgenommen. Er rückte für den verletzten Lassana Diarra nach, wurde aber, wie zwei weitere Feldspieler im Kader, im Turnier nicht eingesetzt.

## Erfolge
- FA Cup: 2016
- FA Community Shield: 2016
- UEFA-Europa-League-Sieger: 2017